# Katastrofa lotu Aerosvit Airlines 241
Katastrofa lotu Aerosvit Airlines 241 – wydarzyła się 17 grudnia 1997. Samolot Jakowlew Jak-42 (nr rej. UR-42334), należący do linii lotniczych Aerosvit Airlines, lecący z Odessy do Salonik, rozbił się w górach w trakcie podchodzenia do lądowania w Salonikach. W katastrofie zginęło 70 osób (62 pasażerów i 8 członków załogi) – wszyscy na pokładzie.

## Przebieg lotu
Pierwszy etap lotu nr 241 z Kijowa do Odessy wykonywała maszyna typu Boeing 737. W czasie międzylądowania w Odessie, doszło do awarii silnika Boeinga. Zarząd linii Aerosvit zdecydował, że pasażerowie będą kontynuowali lot do Salonik samolotem typu Jak-42.
W trakcie podchodzenia do lądowania, doszło do nieudanej próby lądowania przy podejściu ILS do drogi startowej na kierunku 16 w Salonikach. Po tym drobnym incydencie, samolot znacznie oddalił się od lotniska, aby przygotować się do drugiego podejścia. O godzinie 21:13 załoga dostała zgodę na wykonanie tego manewru. Nagle samolot uderzył w górę Pente Pigadia na wysokości 3300 stóp, 70 kilometrów od Salonik. W katastrofie zginęły wszystkie osoby znajdujące się na pokładzie samolotu.

## Akcja ratownicza
Po katastrofie lotu nr 241 rozpoczęły się poszukiwania wraku samolotu i rozbitków. Wrak znaleziono na trzeci dzień 20 grudnia o godz. 10:30, na odludnym, górskim terenie. W czasie akcji poszukiwawczej doszło do kolejnej katastrofy lotniczej. Rozbił się grecki samolot wojskowy Lockheed C-130 Hercules należący do Polemikí Aeroporía, biorący udział w poszukiwaniach. Zginęła cała 5-osobowa załoga.

## Przyczyny
Za przyczynę katastrofy uznano błąd kontrolerów lotów, którzy w porę nie ostrzegli pilotów samolotu o tym, że maszyna znacznie zboczyła z kursu.

## Narodowości ofiar katastrofy
| Kraj    | Pasażerowie | Załoga | Razem |
| ------- | ----------- | ------ | ----- |
| Grecja  | 34          | –      | 34    |
| Ukraina | 24          | 8      | 32    |
| Polska  | 2           | –      | 2     |
| Niemcy  | 1           | –      | 1     |
| Razem:  | 61          | 8      | 69    |

- Źródło: [2].